# Camille (prénom)
Pour les articles homonymes, voir Camille.
Camille est un prénom épicène d'origine latine. 

## Origine

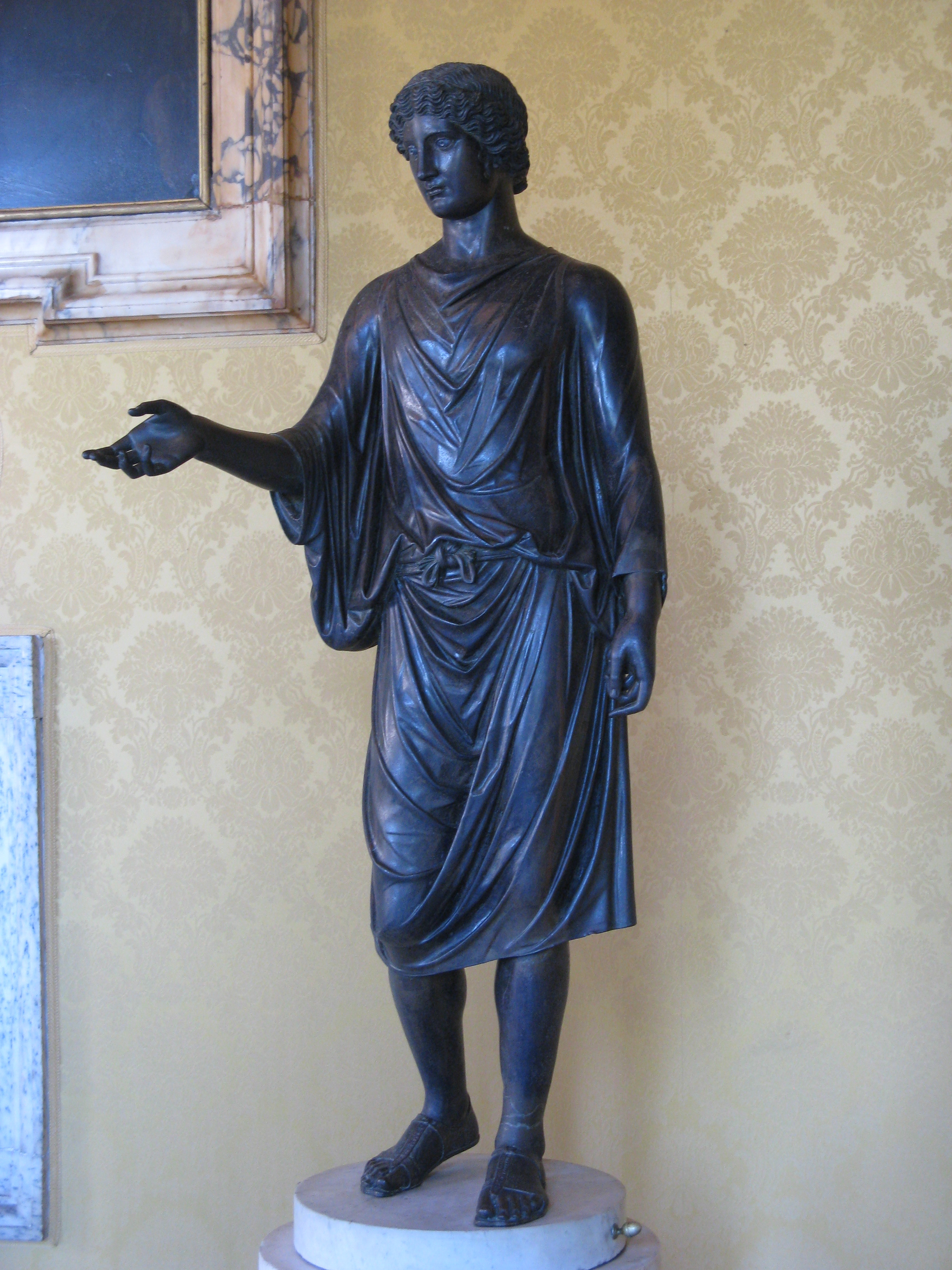
Camillus, bronze romain de l'époque impériale - Musée du Capitole, Rome

Le nom Camille prend son origine dans le latin camillus, signifiant « serviteur de l'autel ou enfant de chœur ». Il est, à l'origine, le dérivé de camillus, un terme désignant les gardiens dans les cérémonies religieuses romaines.  
En effet, le camillus était l'assistant du prêtre romain pendant que ce dernier effectuait le sacrifice, comme la camilla était une jeune fille qui assistait la femme du prêtre. On les choisissait parmi les enfants des familles nobles. On les représente fréquemment, dans les œuvres de l'art ancien, debout à côté du prêtre ou de la prêtresse et portant dans leurs mains les vases employés aux cérémonies, d'après le rite consacré.
Au XIXe siècle, ce prénom touche le summum de sa célébrité à la suite de la nouvelle et de la pièce d'Alexandre Dumas, fils, la Dame aux camélias[pourquoi ?], qui servit de base à La Traviata de Verdi  ainsi que plusieurs films dont Camille de Greta Garbo. 
La racine latine n'a pas de relation avec la fleur qui est son symbole. La fleur, la camellia, a ainsi été nommée pour Georg Joseph Kamel qui fut le premier à la décrire dans les courants du XVIIIe siècle. 
Il est fêté le 14 juillet.

## Variantes
- Formes féminines : Camillette[2], et diminutif Cam.

- Allemand : Camilla/Kamilla
- Anglais : Camille (provenant du français)/Camilla (provenant de l'italien)
- Catalan : Camil/Camil·la
- Danois : Kamille/Kamilla/Camilla
- Espagnol : Camilo/Camila
- Grec : Κάμιλλος (Kámillos) au masculin, Καμίλλη (Kamíllī) au féminin
- Hongrois : Kamill au masculin, Kamilla au féminin
- Italien : Camillo/Camilla ; 
  - par ex. Don Camillo, personnage de fiction créé en 1948 par l'humoriste, écrivain, journaliste et dessinateur italien Giovannino Guareschi.
- Néerlandais : Camiel/Camilla
- Occitan : Camil au masculin, Camilla au féminin
- Polonais : Kamil/Kamila
- Portugais : Camilo/Camila
- Slovaque : Kamil
- Suédois : Camilla/Kamilla
- Tchèque : Kamil/Kamila
- Turc : Kamil

## Personnalités portant ce prénom
- Pour l'ensemble des articles sur les personnes portant ce prénom, consulter :
  - la liste des articles dont le titre commence par ce prénom
  - les listes produites par Wikidata : Liste des personnes de prénom « Camille » — même liste en incluant les éventuels prénoms composés qui contiennent « Camille ».